# رینالدو گورنو
رینالدو گورنو (اسپانیایی: Reinaldo Gorno‎; ۱۸ ژوئن ۱۹۱۸ – ۱۰ آوریل ۱۹۹۴) دونده ماراتن و دونده دو استقامت اهل آرژانتین بود.